# 伊罗曼加
伊罗曼加鎮（英語：Eromanga）是位於澳大利亞昆士蘭遠西南部的一個小鎮，這個城鎮位於一個名叫「伊罗曼加盆地」的早期白垩纪的內陸海的邊緣。這個城鎮以盛產油井、蛋白石以及許多於1860年代來到並在此佔地的牛羊畜牧者的開拓而聞名，這個城鎮的名字可追溯回西元1860年左右。

## 流行文化
由於名稱Eromanga和日語的羅馬字相同，意思是色情漫畫，此地被多部漫畫引用，包括草莓棉花糖、武士弗拉明戈、情色漫畫老師。

## 外部連結
1. ↑  Australian Bureau of Statistics. . 2006 Census QuickStats. 2007-10-15  [2009-05-20].
2. ↑  昆士蘭州自然資源暨礦業廳（Department of Natural Resources and Mines） 的存檔，存档日期2006-09-23.